# العرجان
العرجان هي قرية مغربية تنتمي لإقليم بولمان، جنوبي مدينة فاس. تضم هذه البلدة 7.609 ساكنا حسب إحصاء 2004.

## دواوير الجماعة
أولاد بوشريف. أولاد موحا بن عبيد. أولاد فوز. لمرابطين. أهل تمانوكت. أولاد عايد. أولاد لمير. كطن .